# Neohexostoma robustum
Neohexostoma robustum är en plattmaskart. Neohexostoma robustum ingår i släktet Neohexostoma och familjen Hexostomatidae. Inga underarter finns listade i Catalogue of Life.